# King Gnu Dome Tour THE GREATEST UNKNOWN at TOKYO DOME
King Gnu Dome Tour THE GREATEST UNKNOWN at TOKYO DOMEはKing Gnuの映像作品。2024年9月25日発売。

## 解説
6月24日に公式X及びサイトにて発売が決定したことを発表。
2024年1月28日に開催された東京ドーム公演の模様を完全収録。映像特典として5大ドームツアーと4月に行われたアジアツアー”King Gnu Asia Tour「THE GREATEST UNKNOWN」”に密着したドキュメンタリー「U and I R TOUR DOCUMENTARY」が収録される。
本作品は【完全生産限定盤】と【通常盤】 の2形態での発売となり、【完全生産限定盤】には、5大ドームツアーのステージ装飾を彷彿とさせる銀色のスペシャルBOX仕様に148ページPHOTOBOOK（5大ドームツアーとアジアツアーの模様を納めた148ページ）とマスカラ歌詞入り特製BOXが付属する。
両形態に付属するCDには常田大希がSixTONESへ楽曲提供した「マスカラ」のセルフカバーが収録される。
2024年10月4日には本作のライブ音源と本作付属の「MASCARA」セルフカバー版の配信が開始された。

## 収録曲

### DISC1:Blu-ray
1. SPECIALZ
2. 一途
3. 千両役者
4. STARDOM
5. MIRROR
6. CHAMELEON
7. DARE??
8. Vivid Red
9. 白日
10. 硝子窓
11. 泡
12. 2 Μ Ο Я Ο
13. Vinyl
14. W●RKAHOLIC
15. W●RK (With 椎名林檎)
16. ):阿修羅:(
17. δ
18. 逆夢
19. IKAROS
20. Slumberland
21. Sorrows
22. Flash!!!
23. BOY
24. SUNNY SIDE UP
25. 雨燦々
26. 仝
27. 三文小説
28. ЯOЯЯIM
29. Teenager Forever
30. 飛行艇
31. DOCUMENTARY MOVIE「U and I R TOUR DOCUMENTARY」

### DISC2:CD
1. MASCARA